# 코치 (스포츠)
코치(Coach)는 스포츠에서 선수에게 기술 등을 훈련, 지도하는 사람이다. "코치"라는 말은 헝가리의 코치(Kocs)라는 마을에서 만들어진 사륜 마차 코치(kocsi)에서 유래하였다.
이런 코치 중에서 가장 높은 코치가 한국에서는 감독이란 용어로 따로 불리며 일반적으로 영어로는 헤드 코치(Head coach)로 표기한다. 그러나 감독을 매니저(Manager)라고 따로 표기하는 축구, 야구 같은 종목의 경우는 헤드 코치는 수석코치에 해당하는 경우도 있어서 영어 직책명으로 완벽하게 판단할 수는 없다.

## 역사
코치라는 단어의 원래 의미는 말이 끄는 마차라는 뜻이며, 이는 궁극적으로 그러한 차량이 처음 만들어진 헝가리 도시 코치 (헝가리)(Kocs)에서 유래되었다. 19세기 초 옥스퍼드 대학의 학생들은 말을 모는 것처럼 능력이 떨어지는 학생의 시험을 지도하는 개인 교사를 지칭하기 위해 속어를 사용했다.
영국은 19세기 스포츠의 위상을 높이는 데 앞장섰다. 스포츠가 전문화되기 위해서는 '코치'가 자리잡아야 했다. 빅토리아 시대에 점차 전문화되었고 1914년에 그 역할이 확고히 확립되었다. 1차 세계 대전 당시 군부대는 체력 단련을 감독하고 사기를 고양하는 팀을 개발하기 위해 코치를 찾았다.

## 같이 보기
- 스포츠 감독
- 전문 피트니스 코치
- 축구 감독
- 야구 코치
- 야구 감독
- 선수 겸 코치
- 코칭스태프
- 퍼스널 트레이너